# Prabhat Patnaik
Prabhat Patnaik (Jatani, em Orissa, setembro de 1945) é um economista marxista e comentarista político indiano. Lecionou no Centro de Estudos de Economia e Planejamento da Escola de Ciências Sociais da Universidade Jawaharlal Nehru, em Nova Delhi, de 1974 e até sua aposentadoria em 2010 ele foi o Vice-Presidente do Conselho de Planejamento do estado indiano de Kerala a partir de junho de 2006 a maio de 2011.

## Início da vida e da educação
Prabhat Patnaik nasceu em Jatani, em Orissa, em setembro de 1945 e depois dos estudos iniciais em sua cidade natal, estudou no Colégio Daly, Indore, no Governo da India Merit Scholarship. Passou a BA com Honras em Economia pelo Colégio de São Estêvão, Delhi. Foi para a Universidade de Oxford, em 1966, em uma Bolsa de Estudos Rhodes e estudou no Balliol College e depois no Colégio Nuffield. Obteve seu doutorado em Oxford.

## Carreira

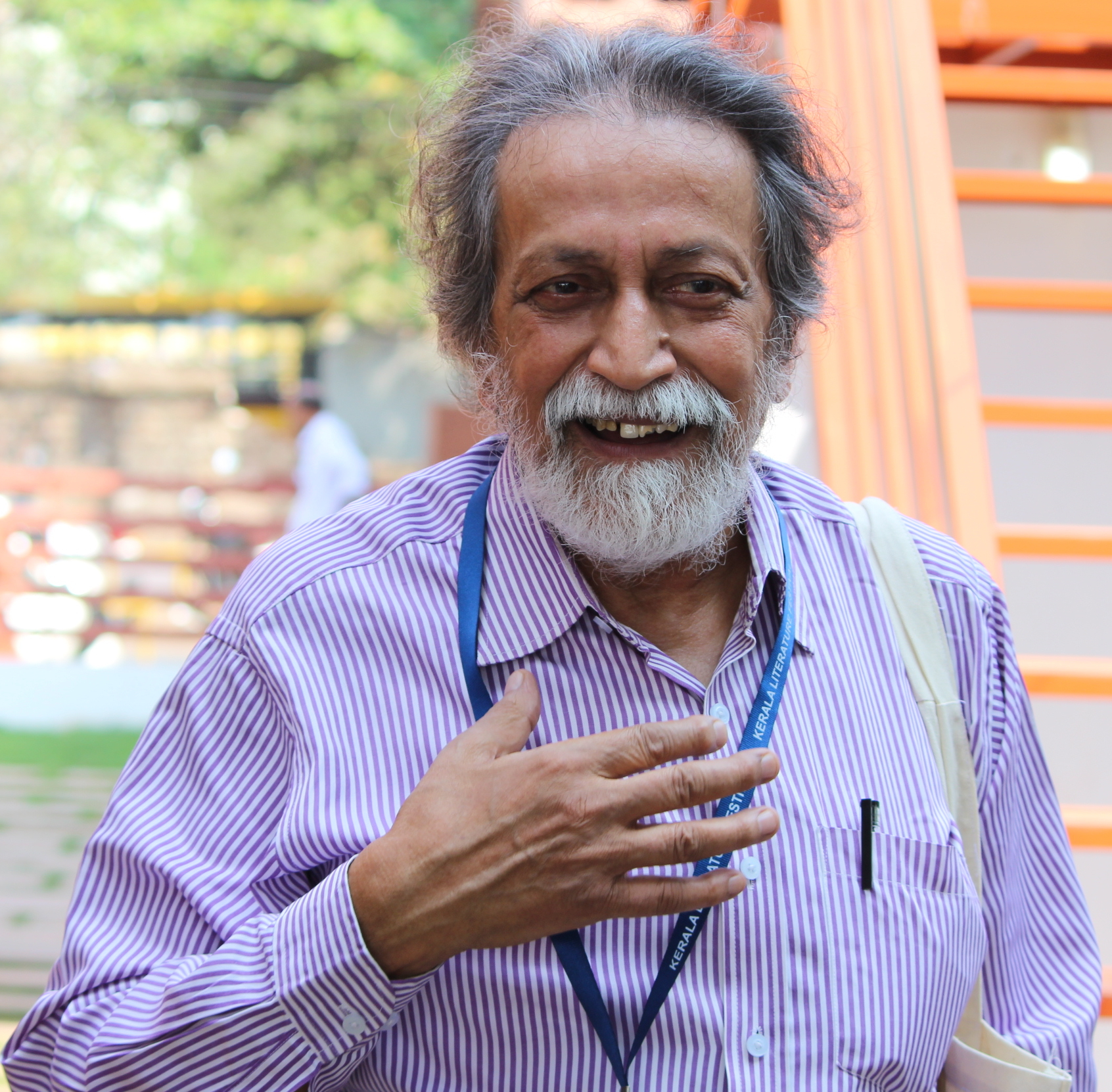

Patnaik ingressou na Faculdade de Economia e Política da Universidade de Cambridge, Reino Unido em 1969 e foi eleito membro do Clare College, Cambridge . Em 1974, ele retornou para a Índia como um Professor Associado no Centro da recém-criada Organização de Estudos Econômicos e Planejamento (CESP) na Universidade Jawaharlal Nehru (JNU), Nova Deli. Ele se tornou um professor no Centro em 1983 e lecionou até sua aposentadoria em 2010. No momento da aposentadoria, ele ocupava a cadeira de Chakravarty Sukhamoy  no planejamento e desenvolvimento da CESP.
Sua especialização é macroeconomia e economia política, as áreas em que ele tem escrito uma série de livros e artigos. Seus livros incluem Time, Inflation and Growth (1988), Economics and Egalitarianism (1990), Whatever Happened to Imperialism and Other Essays (1995), Accumulation and Stability Under Capitalism (1997), The Retreat to Unfreedom (2003), The Value of Money (2008) e Re-envisioning Socialism (2011). É o editor da revista Social Scientist, que, sob sua liderança tornou-se um veículo altamente eficaz para ideias progressistas e de pesquisa fértil.
É casado com a professora Utsa Patnaik, que se aposentou em 2010 como um membro do corpo docente do Centro de Estudos de Economia e Planejamento (CESP) na Jawaharlal Nehru University (JNU), Nova Delhi.
Atuou como Vice-Presidente do Conselho Estadual de Planejamento Kerala entre junho de 2006 a maio de 2011.
Patnaik fazia parte de um comitê de força-tarefa de quatro membros da Organização das Nações Unidas (ONU) para recomendar medidas de reforma para o sistema financeiro global. Presidida por Joseph Stiglitz, os outros membros eram o sociólogo belga François Houtart e o ministro equatoriano de Política Econômica Pedro Paez.

## Ponto de vista
Prabhat Patnaik é um ferrenho crítico das políticas econômicas neoliberalistas, e é conhecido como um cientista social de linha marxista-leninista. De acordo com ele, quanto maior o crescimento econômico maior será o aumento na magnitude da pobreza absoluta. A única solução é alterar a orientação de classe do Estado.